# Jorge M. Furt
Jorge M. Furt (* 20. Mai 1902 in Buenos Aires; † 7. Februar 1971 in Luján) war ein argentinischer Romanist, Hispanist, Schriftsteller und Privatgelehrter.

## Leben und Werk
Furt war Schüler von Eleuterio Felipe Tiscornia. Von 1924 bis 1929 machte er eine Bildungsreise durch Europa. Er hinterließ auf dem Gut „Los Talas“ bei Luján das „Archivo y biblioteca Jorge M. Furt“, eine bedeutende Bibliothek mit wertvollen Archivmaterialien, namentlich zu Juan Bautista Alberdi.
In Buenos Aires ist das von der Escuela de Humanidades der Universidad Nacional de General San Martín (UNSAM) abhängende Centro de Investigaciones Filológicas „Jorge M FURT“ nach ihm benannt.

## Werke
- Cancionero popular rioplatense. Lírica gauchesca, 2 Bde., Buenos Aires 1923
- Arte gauchesco. Motivos de poesía, Buenos Aires 1924
- (Hrsg.) La leyenda de fray Luis Bolaños, Florenz 1926 (auch in: Libro de prosa, 1932)
- Coreografía gauchesca, apuntes para su estudio, Buenos Aires 1927
- Lo gauchesco en "La literatura argentina" de Ricardo Rojas, Buenos Aires 1929
- Antología gauchesca, ordenada y prologada, Buenos Aires 1930
- Libro de prosa, Buenos Aires 1932
- Esteban Echeverría, Buenos Aires 1938
- Niobe. Estudio, Buenos Aires 1943
- Libro de compañía, Buenos Aires 1947
- (Hrsg.) Luis de Tejeda, Libro de varios tratados y noticias, Buenos Aires 1947
- (Hrsg. mit Miguel Romera-Navarro) Baltasar Gracián, El discreto, Buenos Aires 1960